# Power Data Grapple Fixture

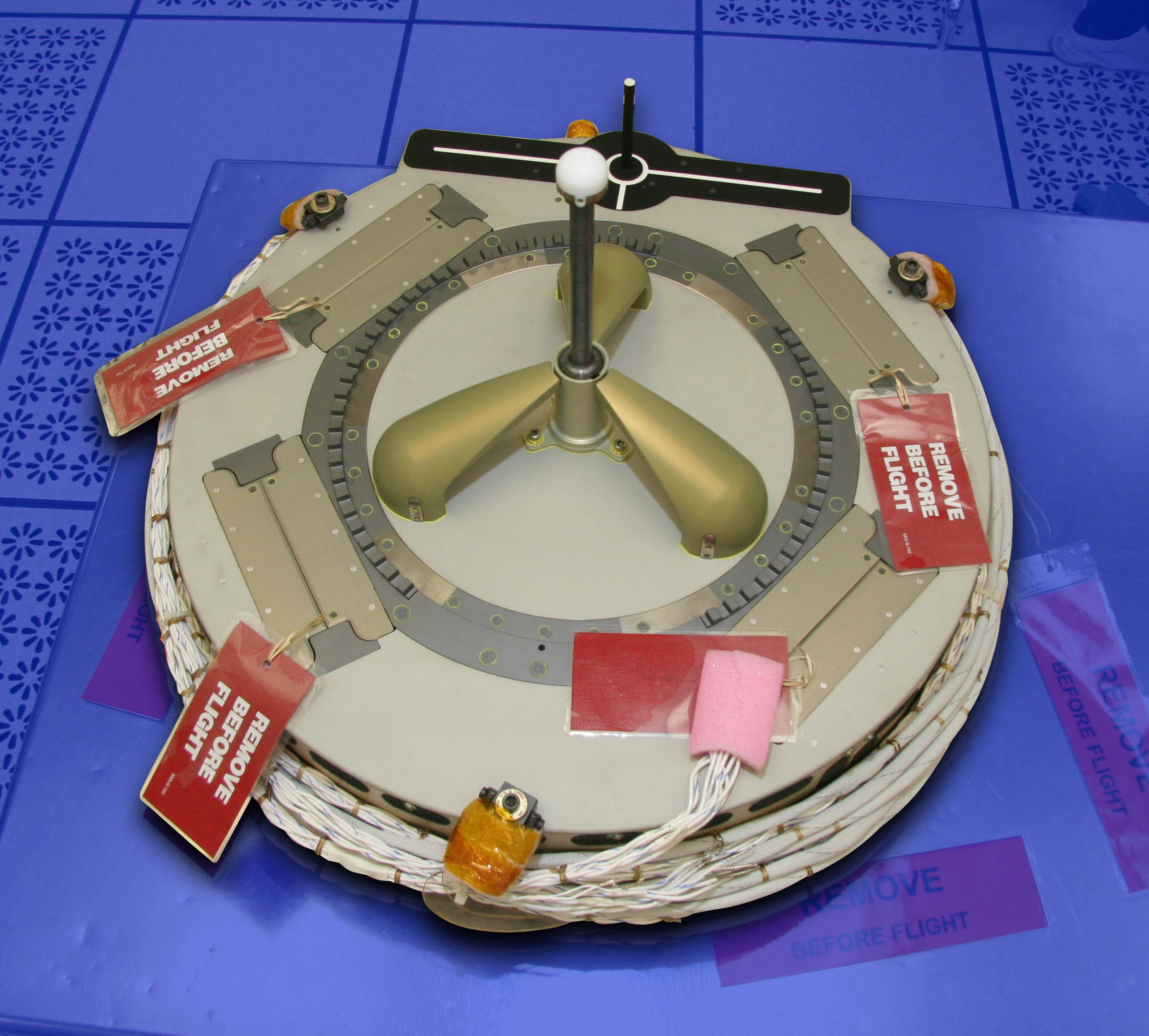
Power and Data Grapple Fixture

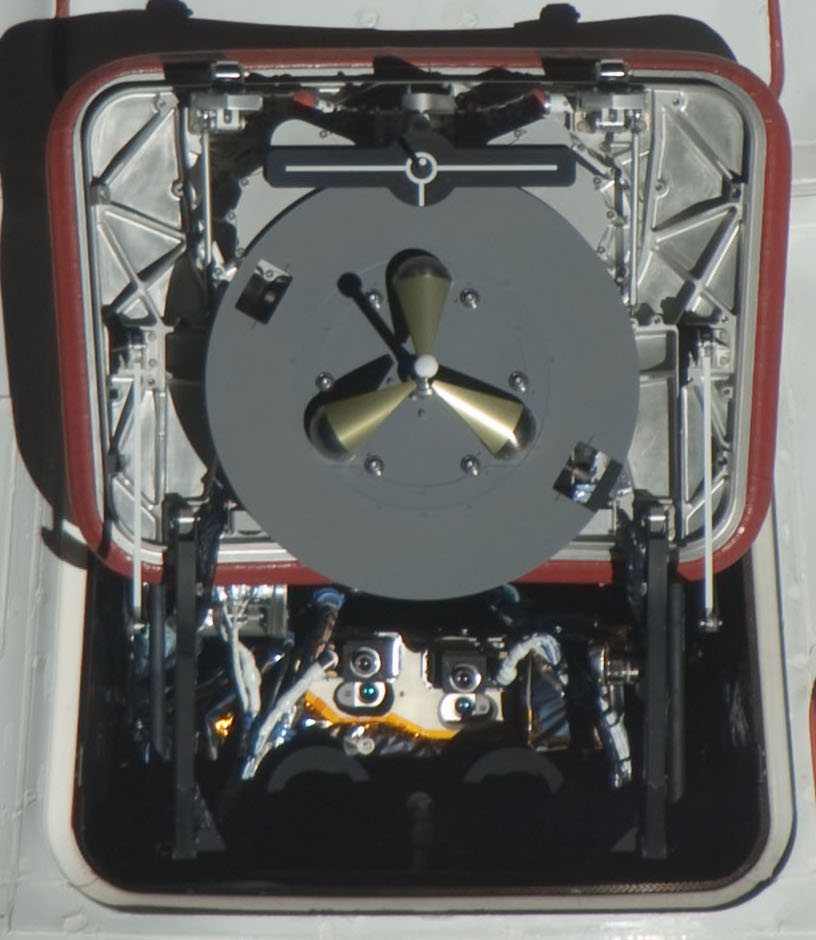
PDGF an Dragon während COTS-2

Power Data Grapple Fixtures (PDGF) sind Griffe, die der Greifarm Canadarm2 der Internationalen Raumstation (ISS) festhalten kann (englisch grapple „packen“, „festhaken“). Sie befinden sich unter anderem an Versorgungsraumschiffen wie der Cygnus und an größeren Nutzlasten wie den EXPRESS Logistics Carriern, damit der Canadarm diese greifen und zu einem anderen Punkt an der ISS befördern kann. PDGFs sind auch über den amerikanischen Teil der Station verteilt angebracht, sodass sich der Canadarm2 dort entlanghangeln kann.

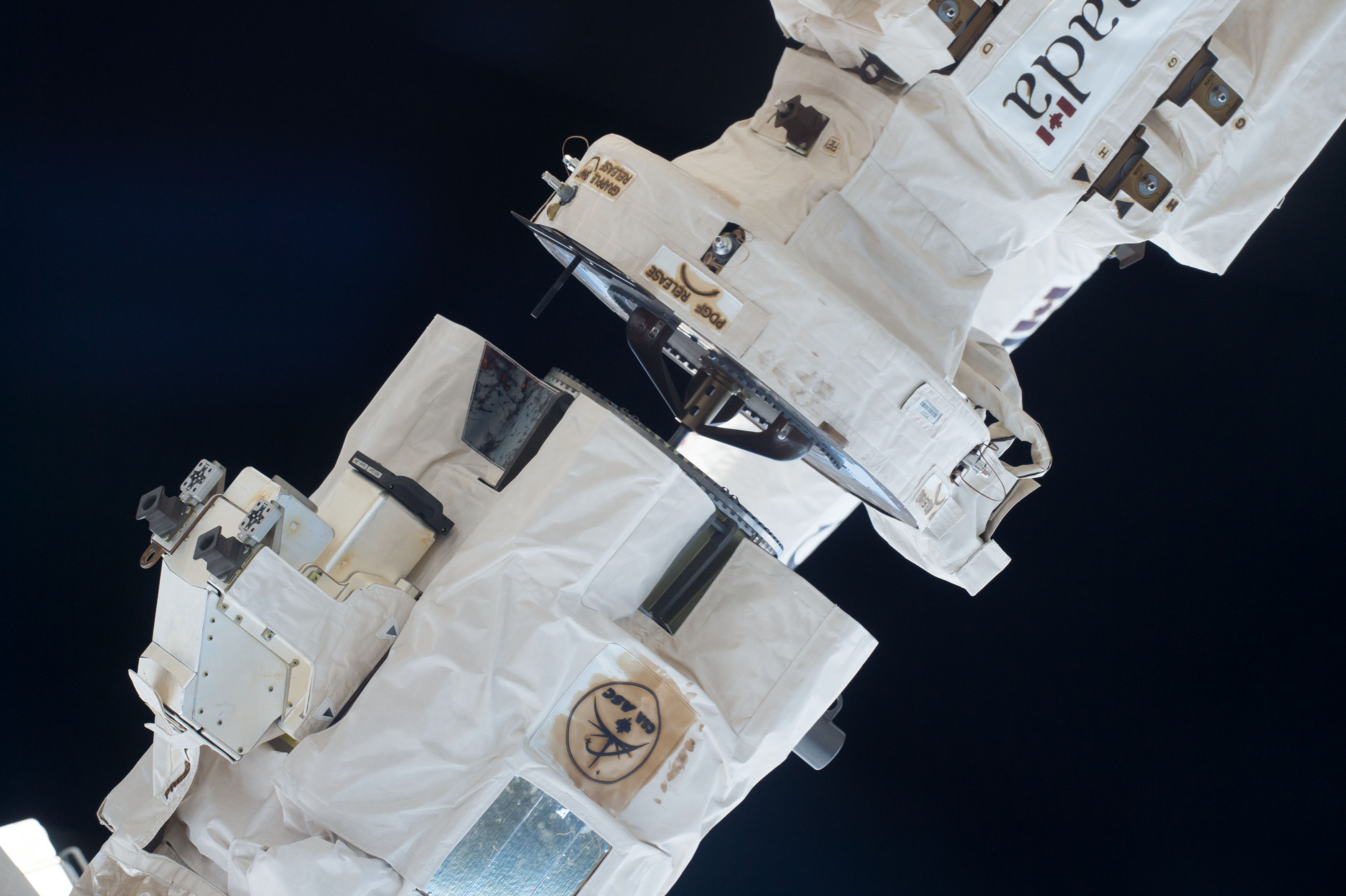
Canadarm2 dockt an einem PDGF an

Eine PDGF besteht aus einer flachen Grundplatte mit einem zentralen Pin, in die die Greifmechanik (engl. Latching End Effectors) eingreift. Hinzu kommen drei gebogene Rampen, die der festen Verbindung mit dem Greifmechanismus dienen. Vier elektrische Verbindungen ermöglichen die Versorgung mit Energie und den Datenaustausch zwischen Canadarm2 und Nutzlast beziehungsweise Canadarm2 und ISS.